# La donna e la scimmia
La donna e la scimmia è un romanzo scritto da Peter Høeg nel 1996.

## Trama
L'opera racconta la storia d'amore fuori dal comune di una donna, Madelene, moglie di un noto zoologo con il quale vive una esistenza coniugale infelice, con una scimmia, Erasmus. 
La scimmia, tuttavia, sembra mostrare un'intelligenza fuori dal comune, quasi migliore di quella dell'uomo. Inizia così un'avventura per Londra, in cui si vede Madelene impegnata in una lunga fuga per salvare la scimmia dalle mani dei ricercatori scienziati. 
Traspare così il tema dell'opera: perché la scienza non riesce ad amare le cose che studia, ma deve impossessarsene (e privarle quindi della libertà)?

## Edizioni
- Peter Høeg, La donna e la scimmia, traduzione di Bruno Berni, Mondadori, Milano 1997, ISBN 8804420812